# Plage de Rifflet
Pour les articles homonymes, voir Rifflet.
La plage de Rifflet est une plage de sable ocre située au lieu-dit Rifflet, au nord de Deshaies, en Guadeloupe.  

## Description
La plage de Rifflet, longue de 641 m, se situe au sud de la plage de la Perle dans l'anse Rifflet. À son extrémité sud se trouve la pointe Rifflet, point de départ d'une randonnée menant à Deshaies par le Gros Morne. Deux ravines, dites Rifflet 1 et 2, s'y jettent.

## Histoire
En juin 2014, le cadavre d'une femme est rejeté sur la plage. 
Un cadavre de dauphin s'y échoue en janvier 2015. 
À la plage Rifflet est organisée en avril 2022 la quatrième étape du Challenge Apiyé, une compétition de voile. 
Le 20 mai 2022, un garçon de 6 ans s'y noie, son corps étant retrouvé à la pointe Rifflet.
Deux personnes s'y noient le lundi 1er mai 2023, un adolescent de 13 ans et un homme de 23 ans.

## Galerie

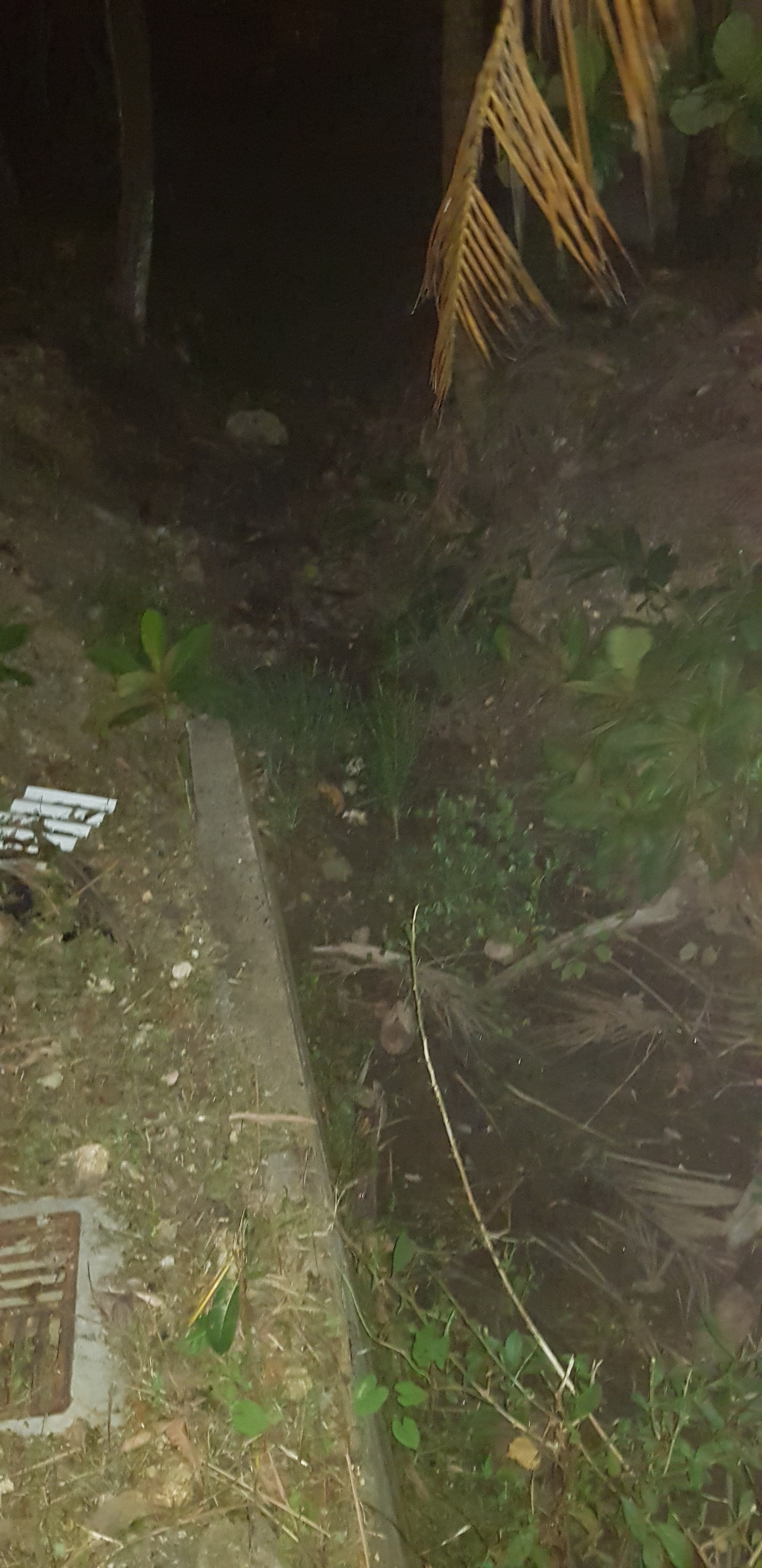
Ravine de Rifflet 1
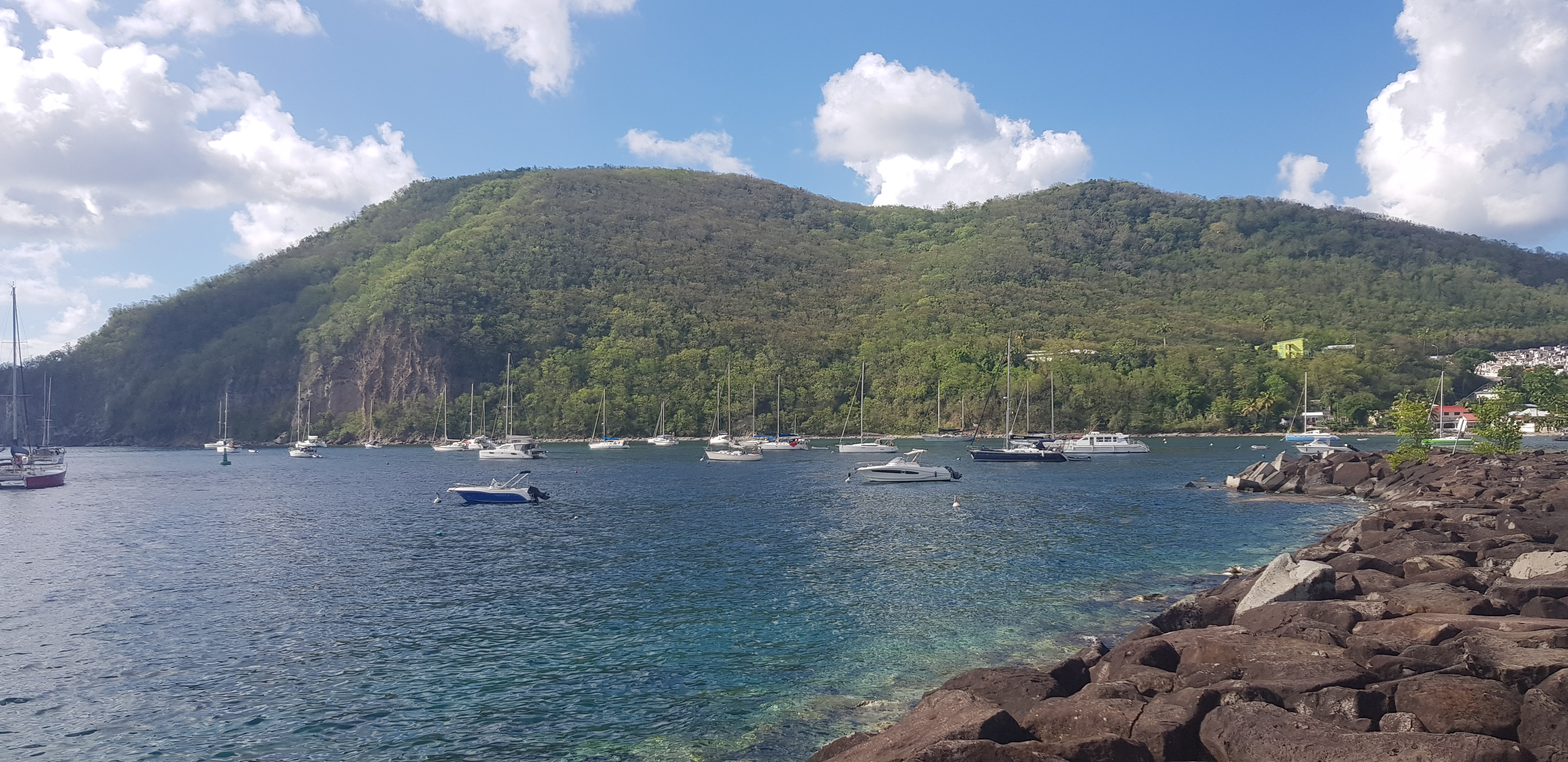
Le Gros Morne
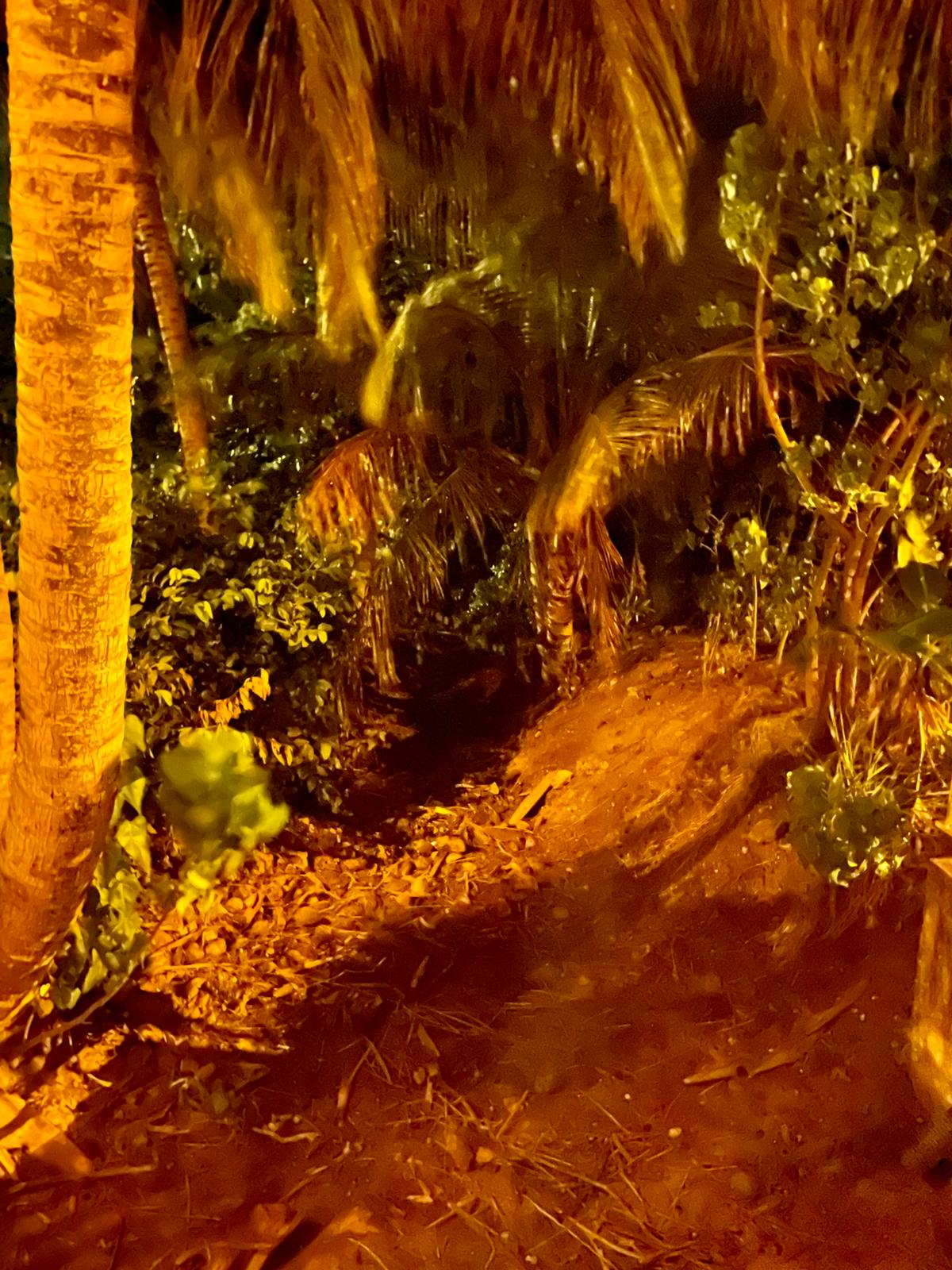
Ravine de Rifflet 2
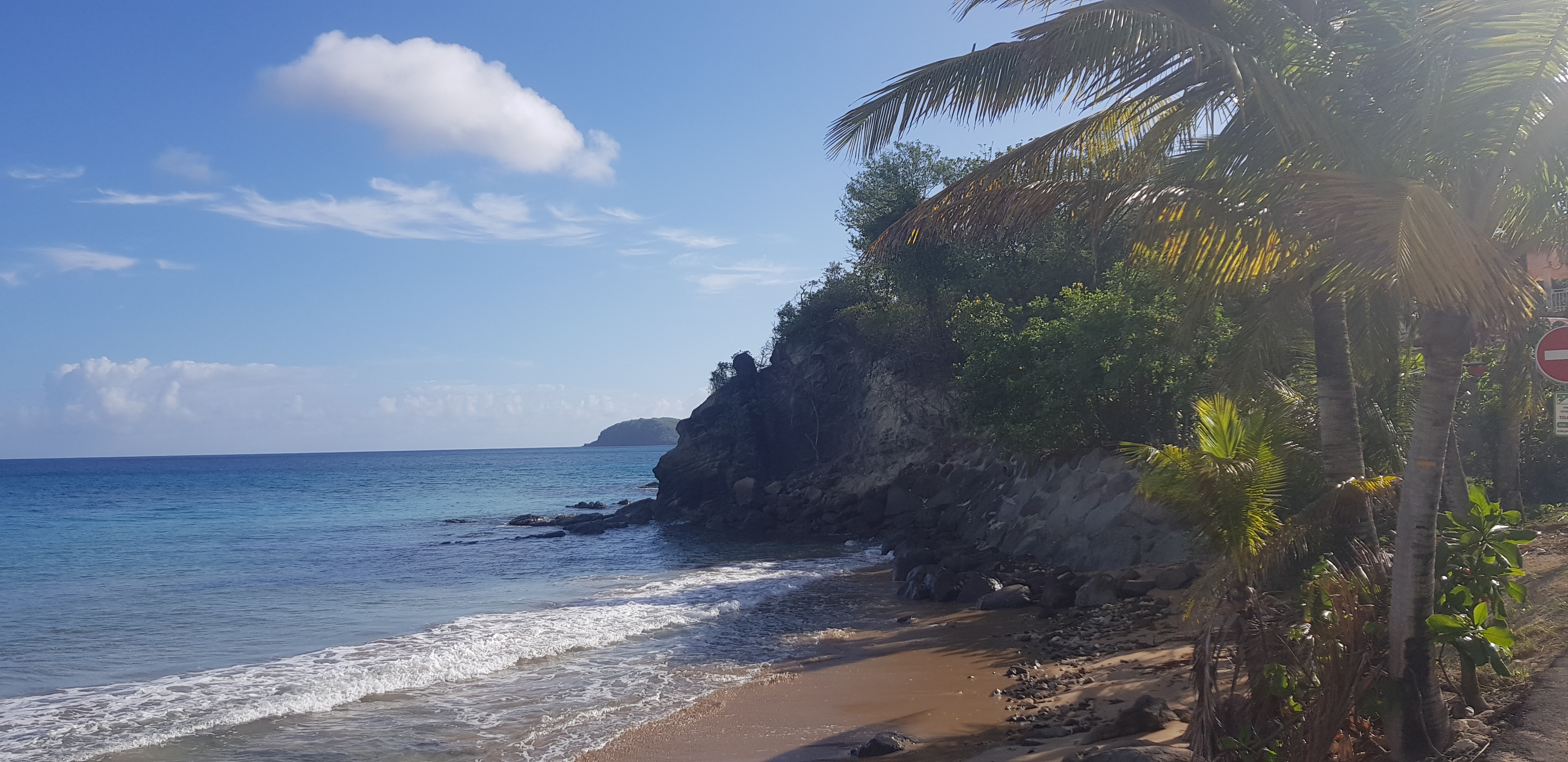
La pointe Rifflet
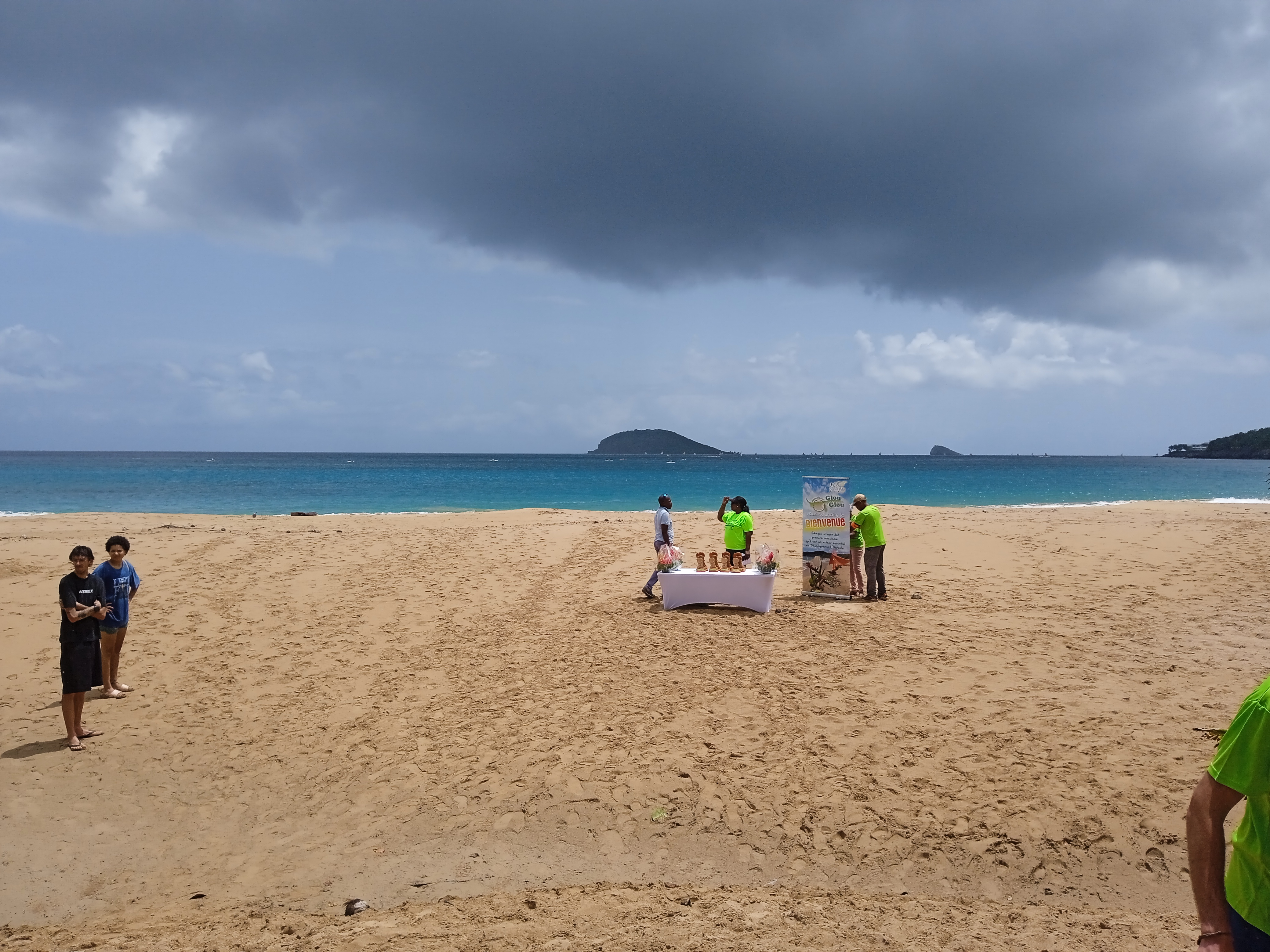
Remise des récompenses de la trace du glouglou (15 juin 2025) sur la plage de Rifflet.
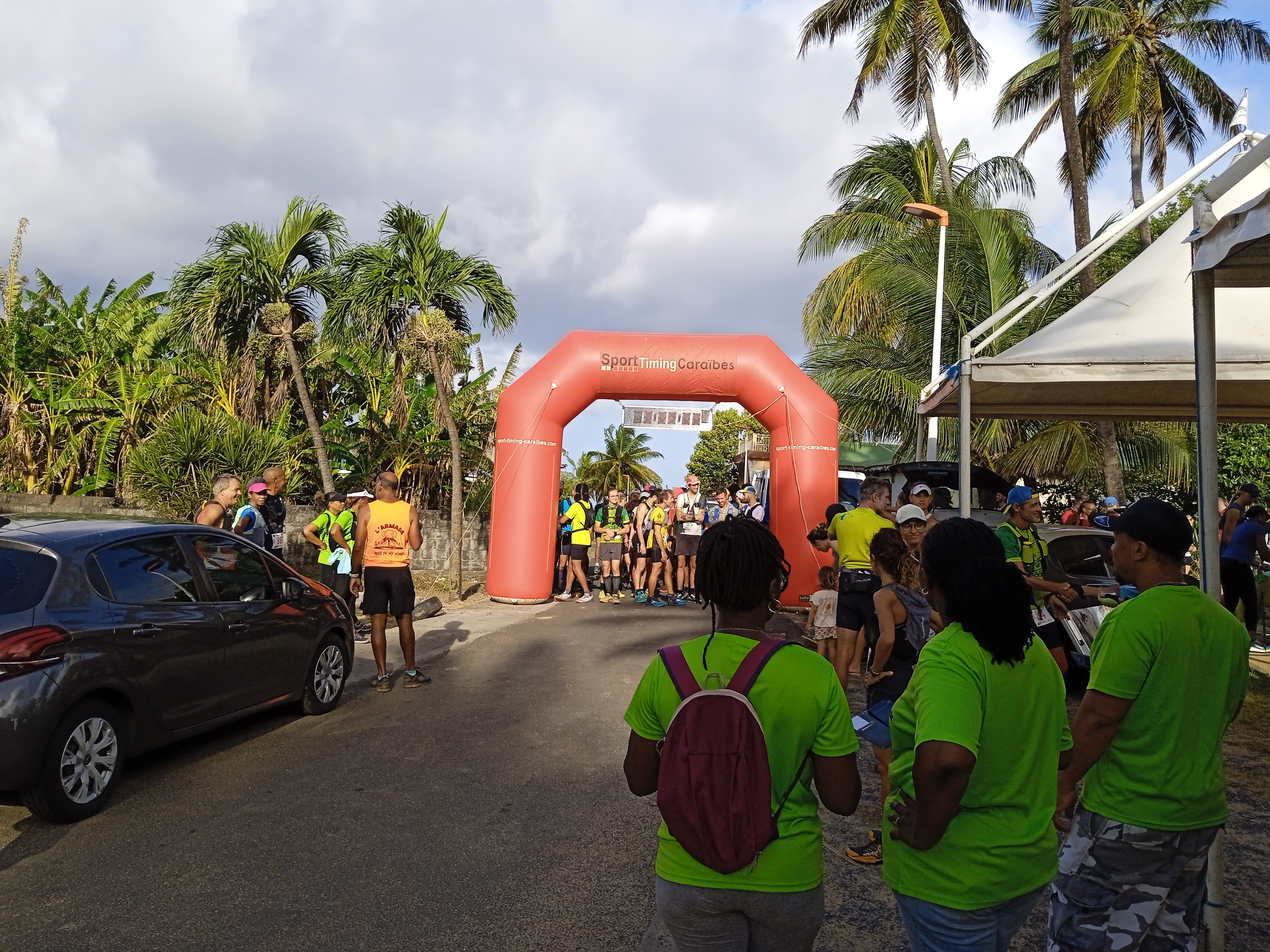
Ligne de départ de la trace du glouglou du 15 juin 2025 à la plage de Rifflet.